# Balástya
Balástya é um município da Hungria, situado no condado de Csongrád-Csanád. Tem 110 km² de área e sua população em 2019 foi estimada em 3.422 habitantes.